# El golpe (álbum)
El golpe es el tercer álbum publicado por la banda madrileña de rock Desperados.

## Lista de canciones
1. Barras y estrellas
2. La tormenta
3. Entre los dos
4. Firmalo
5. Mala suerte
6. El golpe
7. Flores muertas
8. Lejos de aquí
9. Chup chup baby
10. La guerra de Cuba

## Personal
- Fernando Martín (vocal)
- Guillermo Martín (guitarra eléctrica)
- Rafa Hernández (guitarra eléctrica)
- Amando Cifuentes (bajo eléctrico)
- Carlos Durante (batería)